# Вертикальна аеродинамічна труба

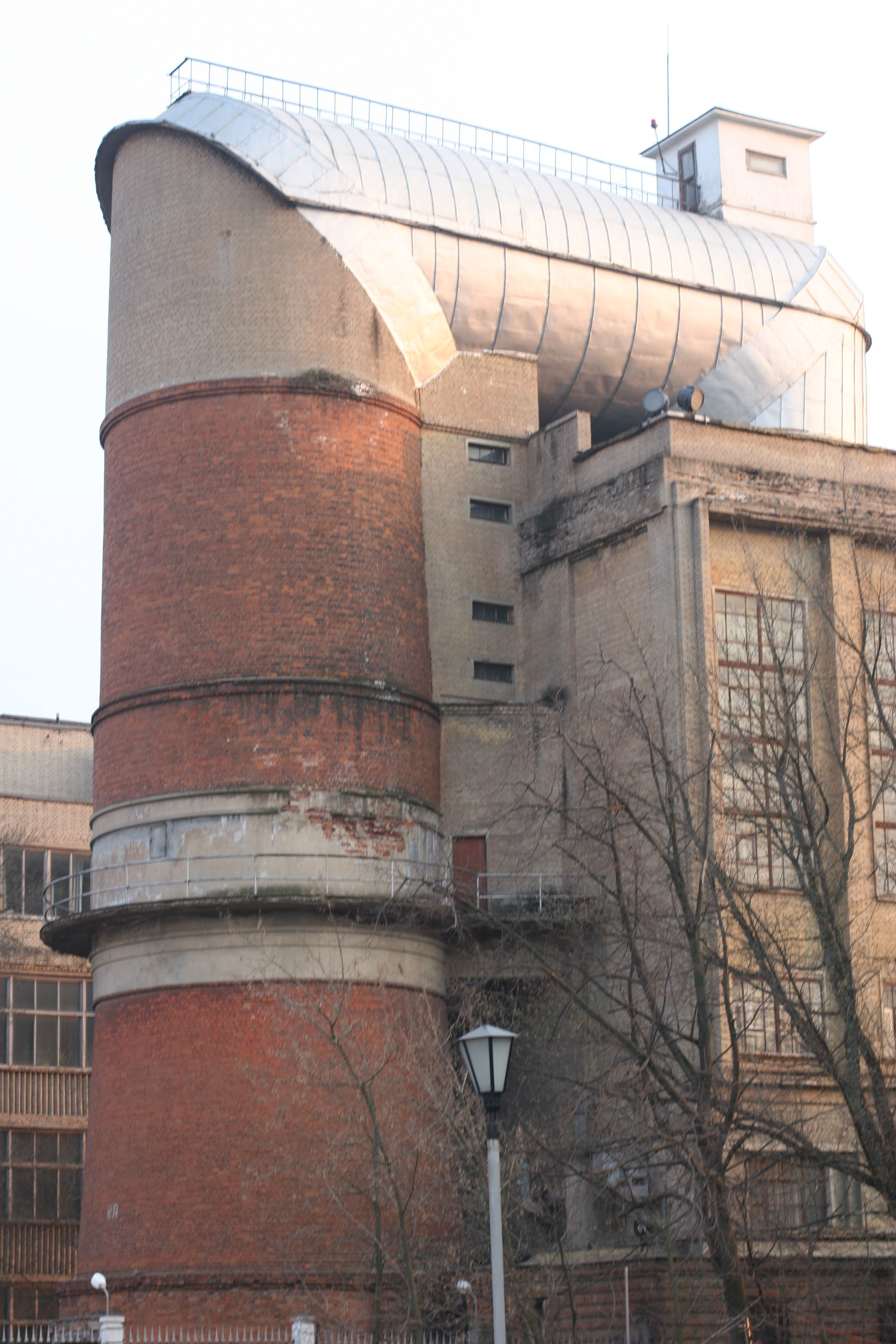
Дослідницька вертикальна аеродинамічна труба у ЦАГІ.

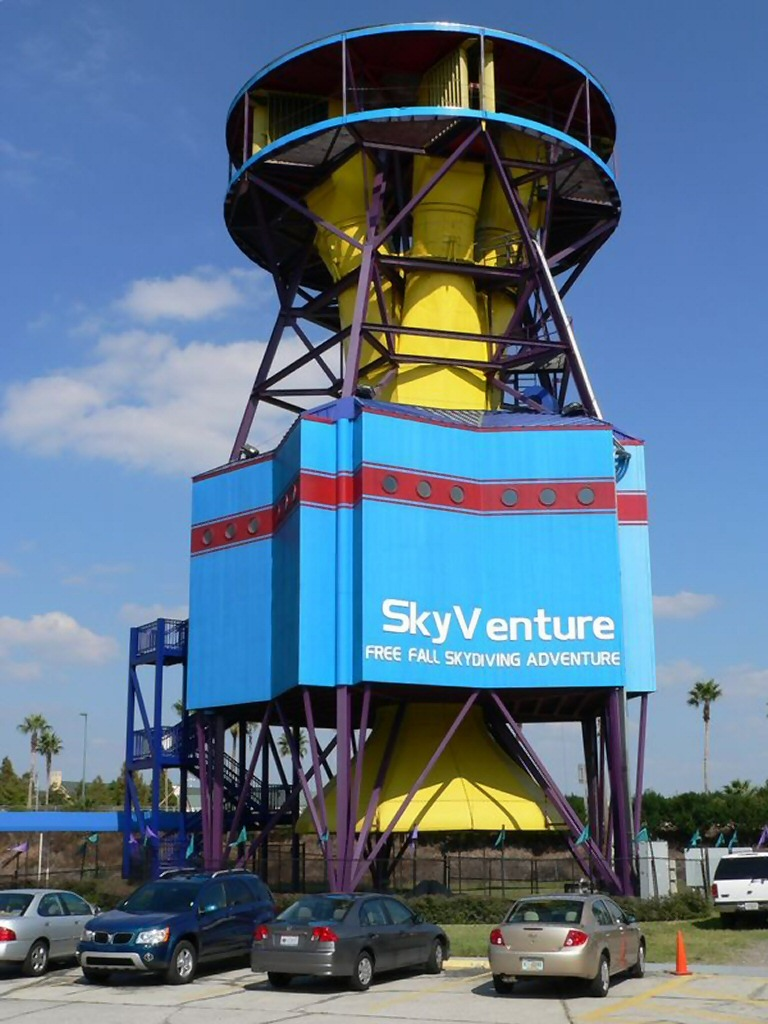
Не рециркуляційна внутрішня рекреаційна вертикальна аеродинамічна труба.

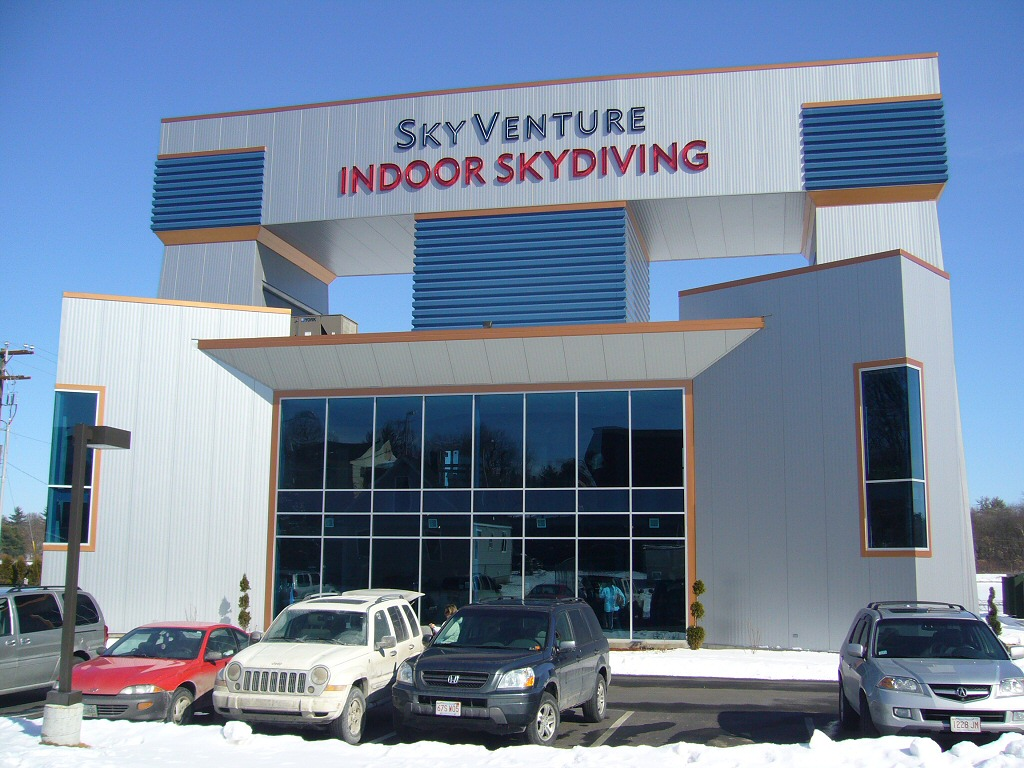
Рециркуляційна внутрішня рекреаційна вертикальна аеродинамічна труба

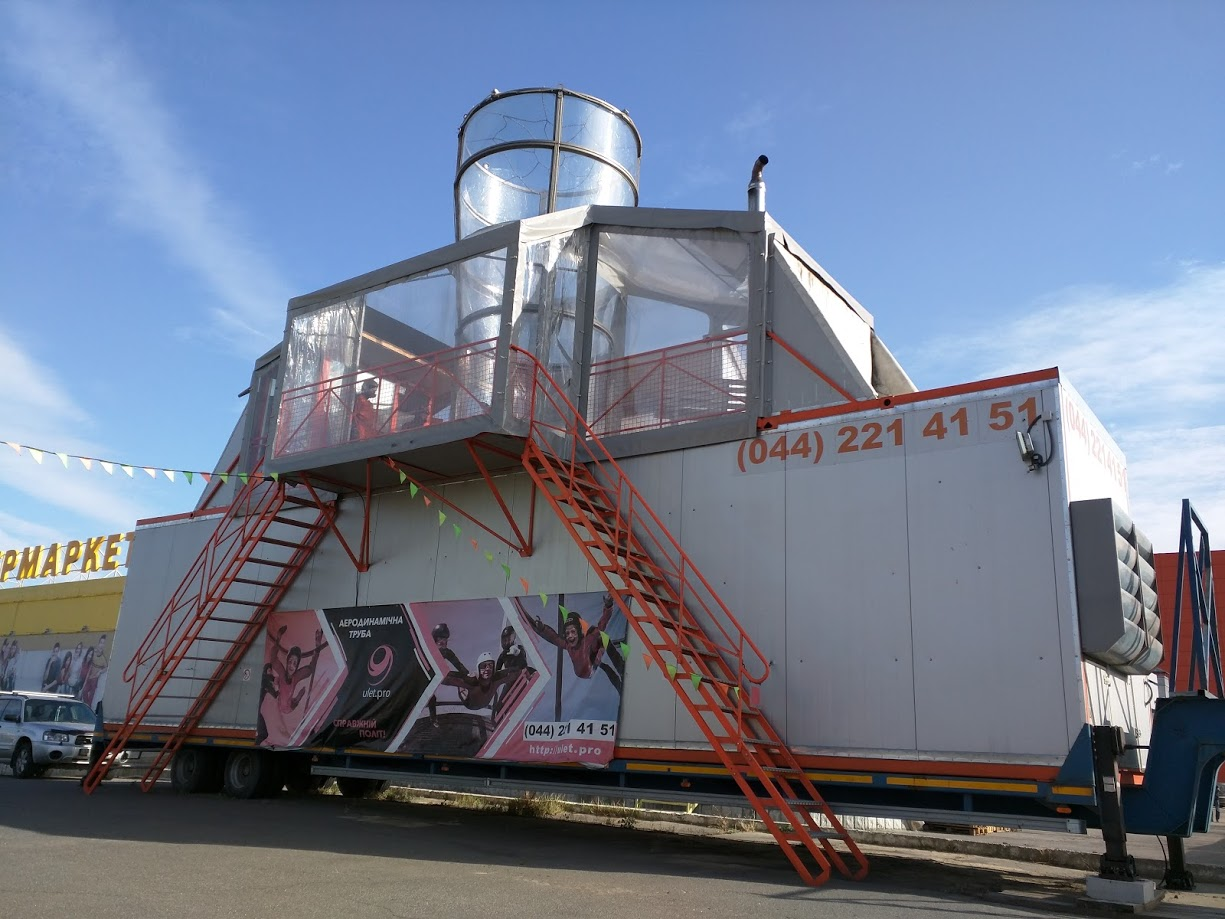
Не рециркуляційна Мобільна Рекреаційна Вертикальна Аеродинамічна Труба у Києві, Україна

Вертикальна аеродинамічна труба (також Вертикальний аеродинамічний тунель) - це аеродинамічна труба, у якій повітря рухається у вертикальному напрямку.  На відміну від звичайних аеродинамічних труб, які мають тестувальні відділи, розташовані горизонтально, як у рівноважному польоті, вертикальна орієнтація дозволяє гравітації бути протиставленою потоку повітря, що відбувається подібно ситуаціям, коли літальний апарат потрапляє у штопор, чи скайдайвер знаходиться на граничній швидкості.
Незважаючи на те, що спершу аеродинамічні труби розроблялися для досліджень у сфері аеродинаміки, найбільш високопрофільними є рекреаційні аеродинамічні труби, які часто рекламуються у якості "внутрішнього скайдайвінгу" ("скайдайвінгу у приміщеннях", "indoor skydiving" (англ.)), "бодіфлайт"-у, в результаті чого вони стали популярними тренажерами для скайдайверів.

## Рекреаційні вертикальні аеродинамічні труби
Рекреаційна вертикальна аеродинамічна труба дозволяє людині відчути досвід польоту без застосування літальних апаратів (літаків. гелікоптерів тощо), без парашуту, за допомогою сили вітру у вертикальному напрямку. Повітря рухається вверх на швидкостях близько 195 км/год (120 миль/год ли 55 м/с), що є граничною швидкістю падаючого людського тіла на животі. Вертикальна аеродинамічна труба часто називається 'внутрішнім скайдайвінгом' ('indoor skydiving'(англ.)) через популярність останньої серед скайдайверів, які стверджують, що відчуття надзвичайно близькі до скайдайвінгу. Людське тіло 'зависає' у повітрі у вертикальній аеродинамічній трубі, відтворюючи фізику тіла під назвою 'бодіфлайт' ('body flight' (англ.)), яка має місце під час вільного падіння.

### Історія
Першою людиною, яка здійснила політ у вертикальній аеродинамічній трубі, був Джек Тіффані у 1964 році на військовій базі Wright-Patterson Air Force Base(англ.), розташованій у Грен та Монтгомері, штат Огайо.
У 1982 році Джон Ст-Герман, винахідник з Драммондвілля, Квебек, продав концепт вертикальної аеродинамічної труби Лесу Томпсону та Марвіну Краттеру, обидва з яких почали виготовляти їхні власні аеродинамічні труби. Незабаром Ст-Герман продав по франшизі права Краттеру за $1.5 мільйони. З початковою назвою "Aérodium", він був запатентований з новою назвою "Левітейшенаріум" Джоном Ст-Германом у США у 1984 році та 1994 році за Патентом номер 4,457,509 та 5,318,481 відповідно.

Ст-Герман опісля допомагав будувати дві вертикальні аеродинамічні труби у Америці. Перша вертикальна аеродинамічна труба, побудована виключно з комерційною метою, відкрилася влітку 1982 року у Лас Вегасі, Невада.  Пізніше цього ж року друга вертикальна аеродинамічна труба відкрилася у Піджин Форж, Теннесі. Обидві установки були відкриті та працювали під однаковою назвою "Флайевей Індор Скайдайвінг" ("Flyaway Indoor Skydiving"). У 2005 році 15-річний Менеджер Флайевей Кейт Філдз купив установку у Лас Вегасі та пізніше перейменував її на "Вегас Індор Скайдайвінг" ("Vegas Indoor Skydiving").
Перша друкована згадка про вертикальну аеродинамічну трубу, яка використовувалася для скайдайверів, була опублікована у журналі CANPARA(англ.) (Канадський Спортивний Парашутний Журнал) у 1979 році.
Ще однією віхою у історії вертикальних аеродинамічних труб  була 'Вінд Машина' на церемонії закриття 2006 Зимових Олімпійських Ігор. Це була спеціально виготовлена установка, збудована компанією Aerodium (Латвія/Канада) для церемонії закриття. Багато людей до цього ніколи не бачили вертикальних аеродинамічних труб та були причаровані літаючими людьми без дротів і мотузок.
У 2010 році вертикальна аеродинамічна труба була продемонстрована на латвійській виставці "Експо 2010" у Шанхаї, Китай.

### Типи

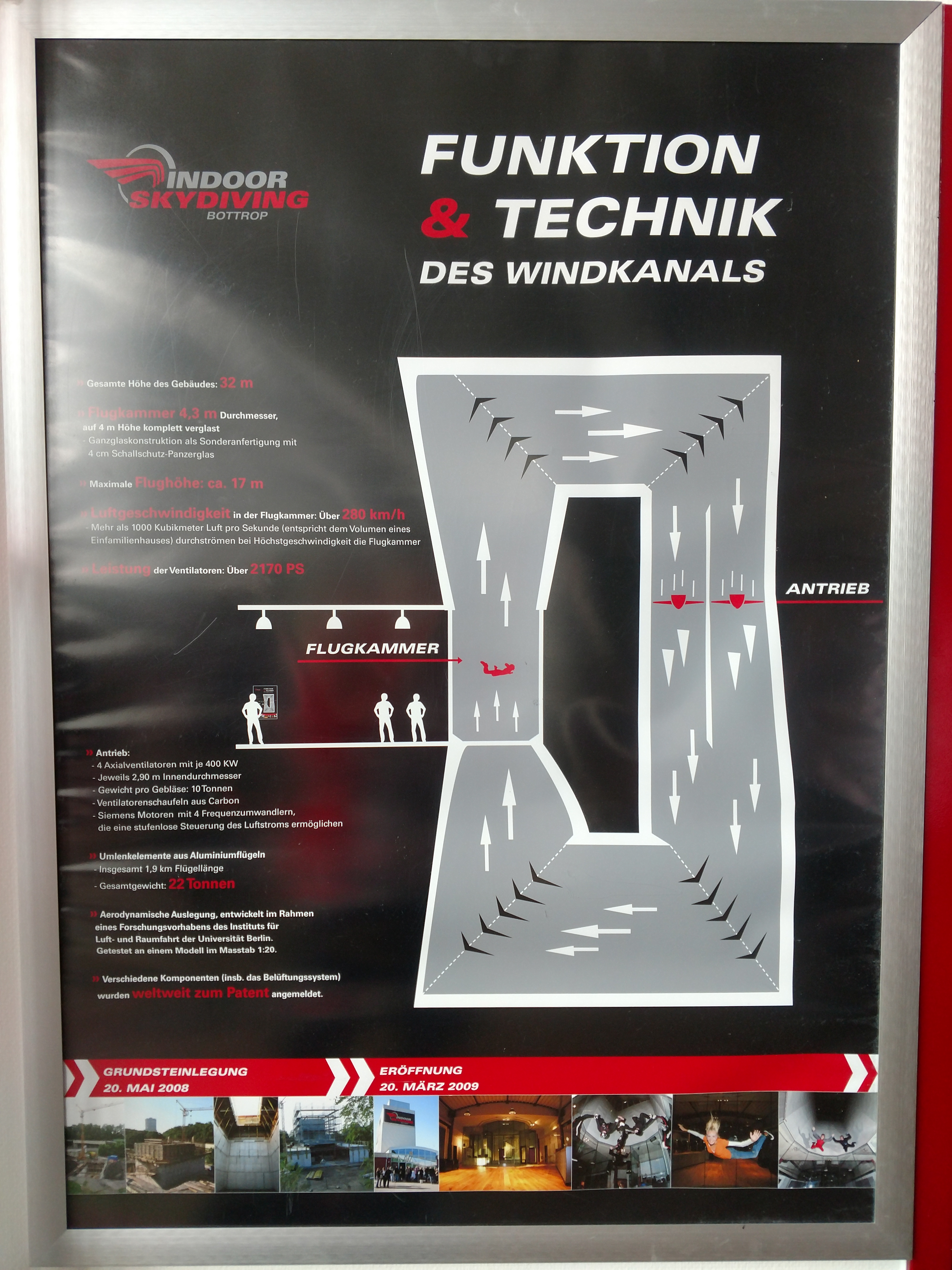
Схема роботи внутрішньої вертикальної аеродинамічної труби у Боттропі, Німеччина

Вертикальні аеродинамічні труби відкритого типу можуть бути або мобільними (портативними), або стаціонарними. Мобільні вертикальні аеродинамічні труби часто використовуються у фільмах і демонстраціях, а також часто орендуються для великих подій, таких як конвенції чи державні ярмарки тощо. Мобільні модулі є дуже емоційно впливовими для людини, що літає в ньому і спостерігачів, так як стінки навколо польотної області відсутні. Ці вертикальні аеродинамічні труби дозволяють людям літати з повністю чи частково відкритим оглядовим простором. Відкриті вертикальні аеродинамічні труби можуть також мати стіни або сітки навколо польотної області з метою запобігання випадання початківців з неї.
Стаціонарні внутрішні вертикальні аеродинамічні труби бувають двох типів - рециркуляційні та не-рециркуляційні. Не-рециркуляційні вертикальні аеродинамічні труби зазвичай затягують повітря через спеціальні секції біля нижньої частини будівлі, яке далі йде через польотну область, та виходить через верхню частину будівлі.  Рециркуляційні вертикальні аеродинамічні труби формують аеродинамічне замкнене коло з поворотними частинами, схожими на сценічні аеродинамічні труби, які використовують вертикальну частину цього кола з польотною камерою у верхній частині даного кола. Рециркуляційні вертикальні аеродинамічні труби зазвичай будуються у місцинах з кліматом, який є занадто холодним для не-рециркуляційних аеродинамічних труб. Потік повітря у внутрішній вертикальній аеродинамічній трубі зазвичай більш плавний та контрольований, ніж у аеродинамічній трубі відкритого типу. Внутрішні вертикальні аеродинамічні труби є більш температурно контрольованими, через що вони можуть працювати цілий рік навіть у холодному кліматі.
У вертикальних аеродинамічних трубах використовують велике різноманіття пропелерів і типів вентиляторів у якості механізмів, які рухають повітря. Використовують дизельні двигуни та електричні, генеруючи зазвичай вертикальну колону повітря від 6 до 16 футів завширшки. Модуль, що контролює потік повітря, має зазвичай вивід інформації у польотну камеру, щоб літаючі у ній люди могли бачити швидкість потоку повітря та іншу інформацію. Швидкість потоку повітря може коригуватися у багатьох вертикальних аеродинамічних трубах, зазвичай від 130 до 300 км/год (від 80 до 185 миль/год, або від 35 до 80 м/с), щоб забезпечити можливості кожного індивідуального літаючого та компенсувати провалювання і злітання тіла при різних акробатичних трюках.

### Безпека і ринкова привабливість
Внутрішній скайдайвінг має привабливість для аудиторії масового ринку, яка має боязкість висоти, так як у вертикальній аеродинамічній трубі політ відбувається на висоті лише декілька метрів над сіткою, схожою на таку, що використовується у трамплінах. У вертикальних аеродинамічних трубах людина літає у спеціальній камері, закритій стінами. Незважаючи на те, що політ у вертикальних аеродинамічних трубах вважається таким, що не несе можливостей для потенційно можливих серйозних уражень, він має певний вплив на спину літаючого, а також шию і плечі. Тому людям з проблемами у плечовому поясі чи спинних/шийних проблемах треба спершу проконсультуватися з лікарем. В той час як справжній скайдайвінг з літального апарата має вікові обмеження, які варіюються від країни до країни, і навіть від штату до штату у США, бодіфлайт не має таких вікових обмежень. Діти літають у вертикальних аеродинамічних трубах із задоволенням, за умови що їх не змушують це робити, і згоди їх батьків чи опікунів.

### Змагання
Було проведено серію конкурсів і змагань, які базовані на внутрішньому скайдайвінгу, такі як від Міжнародної федерації повітроплавання Світовий кубок Внутрішнього Скайдайвінгу і Windoor Вінд Геймз.

## Вертикальні аеродинамічні труби в Україні

### Діючі

#### Відкритого типу
- В середині жовтня 2012 року[16] перша вертикальна аеродинамічна труба (відкритого типу) в Україні "Аерофлай"[17] (діаметром 3 метри[18], білоруського виробництва InPark[19][20]) з'явилася у Києві на території аеродрому "Чайка"
- 19 квітня 2014 року з'явилася друга в Україні вертикальна аеродинамічна труба (мобільна, відкритого типу, від російського виробника Tornado (Торнадо)[21] з діаметром 2.2 метри[22]) "Ulet.pro"[23] в Києві (біля ТЦ Блокбастер)

#### Закритого типу
(на разі відсутні)

### Заплановані до відкриття

#### Відкритого типу
(на разі відсутні)

#### Закритого типу
- Заплановане відкриття вертикальної аеродинамічної труби (рециркуляційна, закритого типу) в Києві в ТРЦ "Art Mall"[24][25][26] (від латвійського виробника Aerodium[27] висота 12 метрів, діаметр 4 метри[28])
- Заплановане відкриття вертикальної аеродинамічної труби (закритого типу) в Києві в ТРЦ "Республіка"[29][30][31] (від латвійського виробника Aerodium[32], висота 12 метрів, діаметр 3.7 метрів[31])
- Заплановане відкриття вертикальної аеродинамічної труби (закритого типу) в Києві в ТРЦ "Lavina"[33]

## Зовнішні посилання
- Список Вертикальних Аеродинамічних Труб в Україні (англ.)
- Indoor Skydiving Source - Повний список Вертикальних Аеродинамічних Труб (англ.)